# Хайтош, Берталан
Берталан Хайтош (венг. Bertalan Hajtós; род. 28 сентября 1965, Мишкольц) — венгерский дзюдоист, чемпион и призёр чемпионатов Венгрии и Европы, призёр чемпионата мира, участник трёх Олимпиад, серебряный призёр летних Олимпийских игр 1992 года в Барселоне.

## Карьера
Выступал в лёгкой и полусредней (до 71 и 78-81 кг) весовых категориях. В 1984—1997 годах трижды становился чемпионом Венгрии, трижды серебряным и дважды бронзовым призёром чемпионатов Венгрии. На чемпионатах Европы завоевал по две медали каждого достоинства. В 1993 году стал вторым на чемпионате мира.
На летних Олимпийских играх 1988 года в Сеуле Хайтош стал пятым. На следующей Олимпиаде в Барселоне он завоевал серебро. На Олимпиаде 1996 года в Атланте занял 17-е место.